# 椒古墳
椒古墳（はじかみこふん、椒浜古墳（はじかみはまこふん））は、和歌山県有田市初島町にある古墳。形状は前方後円墳。和歌山県指定史跡に指定されている（指定名称は「椒の古墳」）。

## 概要
和歌山県北西部の海岸に築造された小型前方後円墳である。一帯には古墳数基が分布したが、1940年（昭和15年）からの海軍指定航空ガソリン製造工場の建設工事によって大半が破壊されたという。本古墳は1908年（明治41年）に発掘されて副葬品が出土しているほか、2010年度（平成22年度）に発掘調査が実施されている。
墳形は前方後円形で、前方部を南西方向に向ける。現在は後円部のみ残存しており、後円部は直径約20メートルと復元される。前方部は定かでなく、現状では長さ約5メートル・幅約8メートル程度と見積もられる。また墳丘周囲には周溝が巡らされる。埋葬施設は横穴式石室で、内部に箱式石棺を据える。明治期の発掘では、石室内から人骨片のほか銅鏡・石枕・直刀・甲冑・土師器など多数の副葬品が出土している。
築造時期は、古墳時代中期の5世紀中葉-後半頃と推定される。被葬者は明らかでないが、地元では高市皇子（第40代天武天皇皇子）の子の長屋王とする伝説がある。
古墳域は1958年（昭和33年）に和歌山県指定史跡に指定された。現在では工場敷地内に所在するため、公開はされていない。

## 遺跡歴
- 江戸時代後半頃までには墳丘周囲に石垣敷設、敷設後に周溝埋没[2]。
- 1908年（明治41年）、畑地開墾中に発見、副葬品出土（宮内省（現在の宮内庁）に提出、東京帝室博物館（現在の東京国立博物館）に移送）[2]。
- 1914年（大正3年）、墳頂に石碑建立[2]。
- 1941年（昭和16年）、東亜燃料工業和歌山工場の操業開始（現在はENEOS和歌山製油所）。
- 1958年（昭和33年）4月1日、和歌山県指定史跡に指定[3]。
- 2010年度（平成22年度）、石垣補修工事に伴う発掘調査（有田市教育委員会、2012年に概報刊行）[2]。
- 2023年（令和5年）10月頃、和歌山製油所の閉鎖予定。

## 出土品

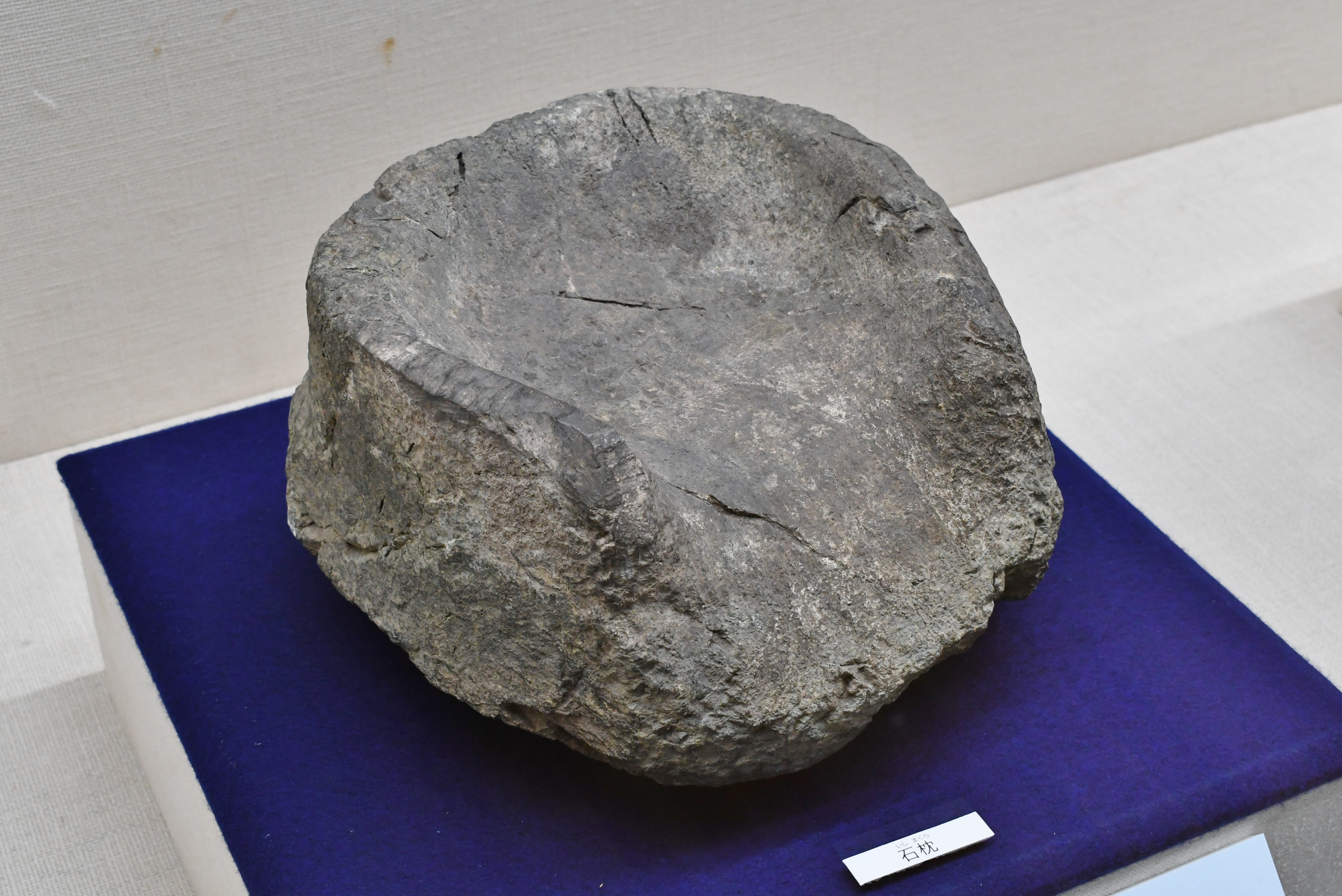
石枕大阪府立近つ飛鳥博物館企画展示時に撮影。

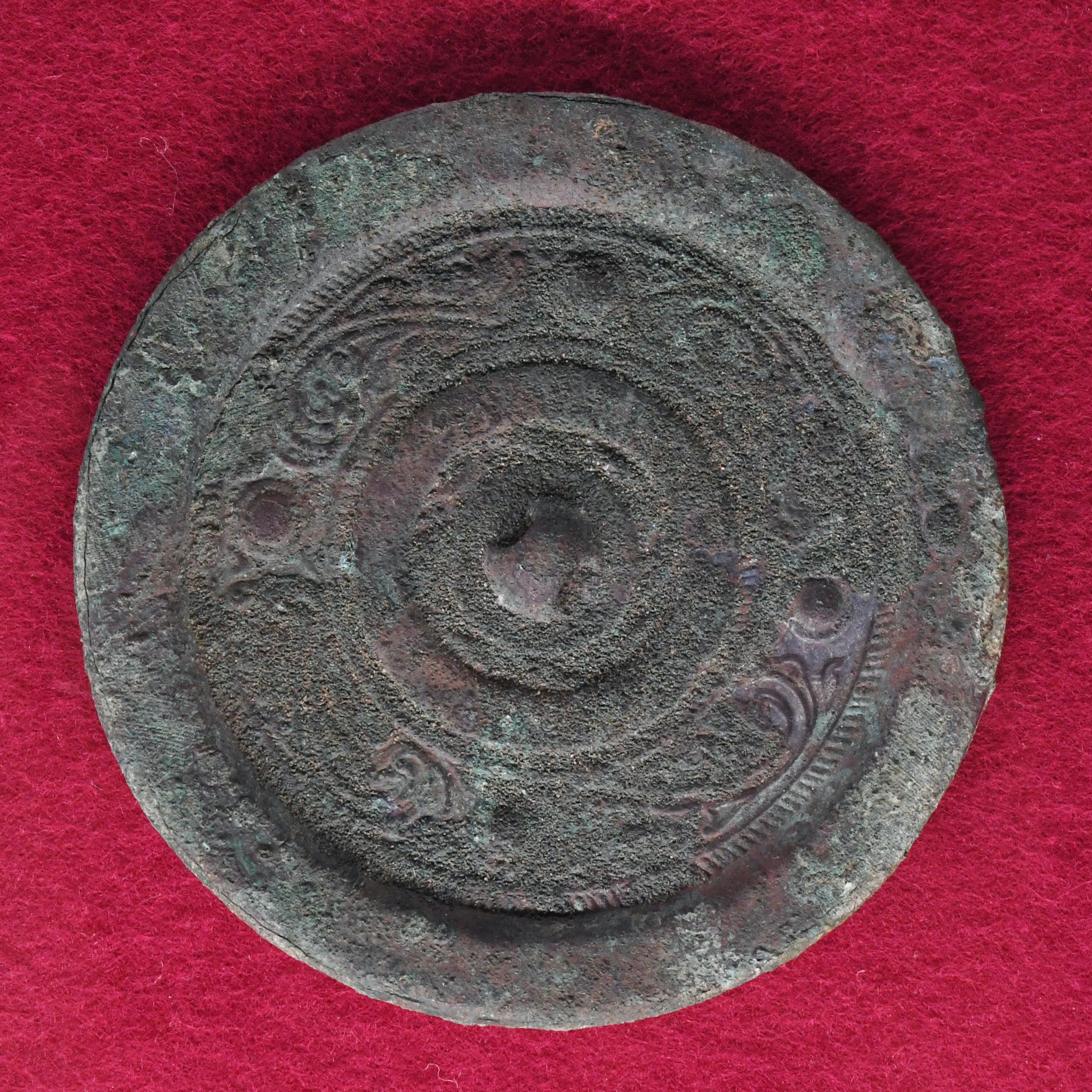
虺竜文鏡大阪府立近つ飛鳥博物館企画展示時に撮影。

1908年（明治41年）の発掘で出土した副葬品は次の通り。
- 古鏡（銅鏡） 1
- 石器 2
- 古刀（剣・直刀か） 4
- 矛戟 1
- 鉄製兜（冑） 1
- 鎧（甲） 1
- 鏃 60余
- 六弁金属花金物（金銅製飾金具）
- 管玉 11
- 歯牙 少量
- 骨片 少量
- 朱 少量
- 板石材か 10
- 土器 25 - 土師器高坏･小形壺。

以上の副葬品は、地元の光明寺住職・絵師の東山琴堂（1912年（明治45年）死去）のほぼ実物大の絵図によって詳細が知られる。絵図の内容は次の通り。
- 「御鏡」1点（表・裏） - 直径11.7センチメートル。
- 「御骨」10数片
- 「御歯」12本
- 「人造石」1点 - 石枕。
- 「金具」7点 - 六弁花形5、円形金具2。六弁花形は有田市立初島小学校の校章・校歌に使用。
- 「管玉」7点
- 「御剣」2点
- 「冑」1点
- 「甲」1点 - 短甲附属の扱いで鉄製装具1点。
- 「矛戟」4点
- 「釖」1点 - 直刀か。
- 「鏃」11点
- 「食器」11 点 - 土師器高坏4、土師器小形壺大小7。

出土品は、現在では小破片の状態で東京国立博物館で保管されている。

## 伝説
椒古墳の実際の被葬者は明らかでないが、地元では長屋王とする伝説が知られる。
長屋王は、高市皇子（第40代天武天皇皇子）の子で、	『続日本紀』によれば神亀6年（729年）の長屋王の変で妻の吉備内親王や子らとともに自殺した人物である。『続日本紀』では長屋王と吉備内親王の遺骸は「生馬山」に葬られたとするが、『延喜式』諸陵寮には記載はない。現在では宮内庁によって奈良県平群郡平群町梨本の梨本2号墳が「長屋王墓」として治定されている。
一方で『日本霊異記』中巻縁第1・『今昔物語集』第27話では、長屋王の骨を土佐国に流したところ、王の気で多数の死者が出たので、「紀伊国海部郡椒枡の奥の嶋」に置いたとする。「奥の嶋」は初島町の沖に浮かぶ沖ノ島に比定され、地元では沖ノ島対岸の椒古墳が長屋王墓に比定される。1914年（大正3年）には墳頂に「長屋王霊蹟之碑」銘の石碑が建立されており、現在も毎年例祭が斎行されている。ただし上述のように、現在の考古学的には椒古墳の築造時期は長屋王から大きく遡る5世紀代とされる。

## 文化財

### 和歌山県指定文化財
- 史跡
  - 椒の古墳 - 1958年（昭和33年）4月1日指定[3]。

## 関連施設
- 東京国立博物館（東京都台東区） - 椒古墳の出土品を保管。

## 関連文献
（記事執筆に使用していない関連文献）
- 「椒浜古墳」『初島町誌』初島町教育委員会、1962年。
- 『椒古墳発掘調査概報』有田市教育委員会、2012年。